# Dale Baer
Dale L. Bear (Denver, 15 de junho de 1950 - Irvine, 15 de janeiro de 2021) foi um professor e animador estadunidense que trabalhou na Walt Disney Animation Studios e The Baer Animation Company, trabalhando em diversas produções.

## Biografia
Bear iniciou sua carreira em 1971. Fundou seu próprio estúdio, a The Baer Animation Company, o estúdio é especializado em animação tradicional e digital que é usada em filmes de animação e comerciais. Ingressou em 1971 na Walt Disney Animation Studios, em um programa de trainee, onde rapidamente ganhou destaque dentre os antigos quadros da Disney. No mesmo processo trainee, outro importante profissional da Disney ingressou na empresa, Ted Kierscey que posteriormente tornou-se animador de efeitos.
Baer também trabalhou na Hanna-Barbera, especialmente no desenho The Smurfs. Também participou do longa animado O Senhor dos Anéis, de 1978, adaptado da obra do escritor britânico J. R. R. Tolkien.
Foi professor na California Institute of the Arts (CalArts) matérias relacionadas a animação. Seu último trabalho foi  Bob's Burgers: The Movie, que encontra-se em pós-produção.

## Prêmios
- 2001 - Annie Award de 'Animação de Personagem Individual' para o personagem de Yzma em The Emperor's New Groove.[14][1]
- 2016 - Winsor McCay Award em reconhecimento às contribuições da carreira para a arte da animação.[15][16][17]

## Morte
Baer morreu de complicações de esclerose lateral amiotrófica no Irvine Medical Center em Irvine, Califórnia. A morte foi confirmada pela Disney via Twitter, onde agradeceu pelos "excelentes trabalhos prestados".

## Filmografia
| Ano  | Título                                               | Créditos                        | Personagens           | Notas                                        |
| ---- | ---------------------------------------------------- | ------------------------------- | --------------------- | -------------------------------------------- |
| 1972 | Journey Back to Oz                                   | Designer gráfico                |                       |                                              |
| 1973 | Robin Hood                                           | Designer gráfico                |                       |                                              |
| 1974 | Ursinho Puff e o Tigre Saltador                      | Animador                        |                       | Curta-metragem                               |
| 1977 | The Many Adventures of Winnie the Pooh               | Animador                        |                       |                                              |
| 1977 | The Rescuers                                         | Animador                        | Bernard e Miss Bianca |                                              |
| 1978 | The Lord of the Rings                                | Designer gráfico                |                       |                                              |
| 1979 | You're the Greatest, Charlie Brown                   | Animador                        |                       |                                              |
| 1980 | She's a Good Skate, Charlie Brown                    |                                 |                       |                                              |
| 1980 | A Vida é um Circo, Charlie Brown                     | Animador                        |                       |                                              |
| 1981 | No Man's Valley                                      | Animador                        |                       |                                              |
| 1981 | The Fonz and the Happy Days Gang                     | Animador                        |                       | 11 episódios                                 |
| 1981 | Laverne & Shirley in the Army                        | Animador                        |                       | Episódio: "Invasion of the Booby Hatchers"   |
| 1983 | Mickey's Christmas Carol                             | Animador                        |                       |                                              |
| 1985 | The Black Cauldron                                   | Animador                        |                       |                                              |
| 1987 | The Smurfs                                           | Diretor                         |                       | 36 episódios                                 |
| 1987 | 'Tis the Season to Be Smurfy                         | Diretor                         |                       | Filme para TV                                |
| 1988 | Who Framed Roger Rabbit                              | Diretor de animação             |                       |                                              |
| 1989 | Tummy Trouble                                        | Animador                        |                       | Curta-metragem                               |
| 1990 | The Prince and the Pauper                            | Diretor de animação             |                       |                                              |
| 1991 | Beauty and the Beast                                 | Supervisor                      |                       |                                              |
| 1992 | Tom e Jerry: O Filme                                 | Diretor de animação             |                       |                                              |
| 1992 | Mother Goose and Grimm                               | Designer gráfico                |                       | Episódio: "Expensive Taste/Lassie Swim Home" |
| 1993 | O Último Grande Herói                                | Designer gráfico                |                       |                                              |
| 1993 | Animaniacs                                           | Artista de storyboard           |                       | Episódio: "Be Careful What You Eat"          |
| 1994 | O Rei Leão                                           | Animador                        | Simbá adulto          |                                              |
| 1994 | Riquinho                                             | Animador digital                |                       |                                              |
| 1998 | Quest for Camelot                                    | Animador                        |                       |                                              |
| 1999 | Tarzan                                               | Animação adicional              |                       |                                              |
| 1999 | Histeria!                                            | Diretor de animação             |                       | 2 episódios                                  |
| 2000 | The Emperor's New Groove                             | Supervisor                      | Yzma                  |                                              |
| 2002 | O Planeta do Tesouro                                 | Animador                        | Doutor Doppler        |                                              |
| 2004 | Home on the Range                                    | Supervisor                      | Alameda Slim, Junior  |                                              |
| 2005 | Chicken Little                                       | Animador                        |                       |                                              |
| 2007 | Meet the Robinsons                                   | Supervisor                      | Wilbur Robinson       |                                              |
| 2009 | A Princesa e o Sapo                                  | Animador                        | Ray, Sapo             |                                              |
| 2011 | Winnie the Pooh                                      | Supervisor                      | Owl                   |                                              |
| 2016 | Os Simpsons                                          | Animador                        |                       | Episódio: "Fland Canyon"                     |
| 2016 | Zootopia                                             | Animação adicional              |                       |                                              |
| 2017 | Tom and Jerry: Willy Wonka and the Chocolate Factory | Layout e animação de personagem |                       |                                              |
| N/A  | Bob's Burgers: The Movie                             | Animação                        |                       |                                              |